# Potamo Diradiote
Potamo Diradiote (in greco antico: Ποταμός Δειραδιῶται?, Potamós Deiradiótai) era un demo dell'Attica collocato tra Torico e Prasie, a est di Kratea, a fianco dell'antico demo di Diradiote.

## Descrizione
Secondo Pausania il Periegeta nel demo si trovava la tomba di Ione, l'antenato degli Ioni. Egli era figlio di Xuto, figlio di Elleno e Creusa, figlia di Eretteo. Aiutò gli Ateniesi nella guerra contro Eleusi e morì in battaglia. Il suo culto era connesso a quello di Apollo Patroios. Insieme ad Ion, anche Xuto era venerato in questo demo.
Gli abitanti di Potamo Diradiote avevano la fama di essere molto liberali nell'ammettere nel registro dei cittadini anche schiavi e stranieri. Il demo fu l'ambientazione della commedia I Potamesi di Strattis, eseguita poco prima del 391 a.C.